# Безмино
Безмино — деревня Тутаевского района Ярославской области России. В рамках организации местного самоуправления входит в состав Артемьевского сельского поселения Тутаевского муниципального района. В рамках административно-территориального деления входит в состав Артемьевского сельского округа.

## География
Деревня расположена в южной части сельского поселения. К северо-востоку от деревни в болоте находится исток ручья Камешник, левого притока Медведки.

## История
Деревня Безднина указана на плане Генерального межевания Борисоглебского уезда 1792 года. В 1825 Борисоглебский уезд был объединён с Романовским уездом. По сведениям 1859 года Безмино относилась к Романово-Борисоглебскому уезду.

## Население
| 2007 | 2010 |
| ---- | ---- |
| 9    | ↘7   |

### Историческая численность населения
На 1 января 2007 года в деревне Безмино числилось 9 постоянных жителей. По карте 1975 г. в деревне жило 9 человек.

## Инфраструктура
Личное подсобное хозяйство с зоной сельскохозяйственного использования, индивидуальная застройка усадебного типа. Почтовое отделение, находящееся в городе Тутаев, обслуживает в деревне Безмино 14 домов.

## Транспорт
Деревня примерно в 2 км к северу от железной дороги Ярославль—Рыбинск, между платформой Клинцево и станцией Ваулово. Параллельно железной проходит дорога связывающая ряд деревень: от Безмино на восток она идёт к Ильинскому и Олешково, а на запад к Калошино и станции Ваулово.